# Veguilla (Soba)
Veguilla es una localidad española, capital del municipio de Soba, perteneciente a la comunidad autónoma de Cantabria. 

## Geografía
La localidad, por cuyas inmediaciones discurre el río Gándara, está a una distancia de 65,5 kilómetros de Santander y justo en el centro del municipio del que es capital, así como a 330 m s. n. m.. En ella termina el sendero de pequeño recorrido PR-S.20, «Camino de la Sía», desde Rellano hasta Veguilla, de 9 kilómetros de longitud.

## Historia
Hacia mediados del siglo XIX, el lugar, ya por entonces perteneciente a Soba, tenía contabilizada una población de 84 habitantes. Aparece descrito en el decimoquinto volumen del Diccionario geográfico-estadístico-histórico de España y sus posesiones de Ultramar de Pascual Madoz con las siguientes palabras:

VEGUILLA: l. en la prov. y dióc. de Santander, part. jud. de Ramales, aud. terr. y c. g. de Búrgos, ayunt. de Valle de Soba: sit. en el centro del valle en terreno pendiente; su clima es frio, pero sano. Tiene 18 casas: igl. parr. (San Mames) servida por un cura de provision del diocesano en patrimoniales; y buenas aguas para el consumo del vecindario. Confina con Regules, Hazas, Aja y Santayana. El terreno aunque no de lo mejor es bastante productivo, y le fertilizan algun tanto las aguas del r. la Gandara, sobre el que hay un puente de piedra. Los montes estan cubiertos de encina y roble. prod.: trigo, maiz y pastos; cria ganados, y alguna caza y pesca. ind.: la mayor parte de los vec. salen á segar á Soria y á la vendimia á Rioja, ocupándose 5 en el acarreo ó importancion de vino de este punto. pobl.: 18 vec., 84 alm. contr.: con el ayunt.
(Madoz, 1849, p. 634)

En 2023, la entidad singular de población tenía empadronados 44 habitantes y el núcleo de población, también 44.